# Duncan Kane
Pour les articles homonymes, voir Kane.
Duncan Kane est un personnage fictif de la série Veronica Mars, joué par Teddy Dunn.

## Biographie du personnage
Il est le fils de Jake Kane (une version Neptunienne de Bill Gates) et de Celeste Kane. Il était aussi le frère de Lilly et l'ex petit ami de Veronica. C'est le meilleur ami de Logan Echolls.
Il est président des élèves à Neptune High et fait partie des meilleurs élèves. Il a même été élu président du conseil des élèves. Mais il est aussi l'un des principaux suspects dans l'affaire concernant le meurtre de Lilly Kane, sa sœur, en raison de ses troubles psychiatriques. En fait, ses parents eux-mêmes le crurent coupable, et pour ne pas perdre leur deuxième enfant dans une prison ou un hôpital psychiatrique après avoir perdu leur fille, ils font accuser un ancien employé. Il s'avère cependant que le coupable est Aaron Echolls, le père de Logan, Duncan reste aux côtés de Veronica quand elle découvre la vidéo le prouvant.
Duncan ayant fui en Australie (voir partie vie amoureuse), il ne peut témoigner contre Aaron, et les vidéos étant détruites, Aaron n'est pas condamné. En revanche, après avoir tué Aaron, son assassin téléphone à Duncan pour lui en rendre compte, ce qui sous-entend que Duncan lui en a donné l'ordre...

### Vie amoureuse
Duncan est sorti avec Veronica Mars, mais il la quitte sans lui en donner la raison quand sa mère lui apprend (à tort) que Veronica est sa demi-sœur. Par la suite, on constate qu'il regrette de s'être éloigné d'elle mais qu'il essaye de l'oublier, d'autant que Veronica est devenue une paria à Neptune. Il sort avec Meg Manning, une amie de Veronica (Veronica les a assistés dans leur jeu de séduction).
On apprend à la fin de la saison 1 qu'il a été le premier amant de Veronica, alors qu'elle était droguée, mais il l'était tout autant. C'est la honte d'avoir commis un inceste qui l'empêche de raconter l'histoire à Veronica, qui croit avoir été violée (quoiqu'on apprenne plus tard qu'un autre garçon a abusé d'elle cette nuit-là). Peu après cette révélation, Veronica lui apprend que les tests montrent qu'ils ne sont pas demi-frères, et ils abandonnent leurs liaisons respectives pour revenir ensemble.
Meg est quant à elle victime de l'« accident » du bus. Son corps est retrouvé entre la vie et la mort, et si elle ne peut être sauvée, l'enfant qu'elle porte (et dont Duncan est le père) nait. Duncan semble rompre avec Veronica, mais en réalité elle l'aide discrètement à fuir avec son enfant, sachant que les parents de Meg (à qui le bébé revient légalement) sont maltraitants avec une de leurs filles.